# Magnus Nyman
Magnus Nyman, född 18 maj 1948, är en svensk idéhistoriker. Han blev professor i idé- och lärdomshistoria vid Uppsala universitet 2001.
Nyman disputerade 1988 i idé- och lärdomshistoria vid Uppsala universitet på avhandlingen Press mot friheten: Opinionsbildning i de svenska tidningarna och åsiktsbrytningar om minoriteter 1772–1786. Hans senare forskning har bland annat behandlat hur upplysningen rapporterades i svensk press och om de romerska katolikernas situation i Sverige under och efter reformationen. Vid sidan av sin akademiska karriär har Nyman också arbetat som präst, först i Svenska kyrkan och senare, efter att ha konverterat, i Stockholms katolska stift. Efter sin pensionering från Uppsala universitet har han arbetat som professor och vicerektor vid Newmaninstitutet.
Magnus Nyman är gift med Margareta Murray-Nyman, dotter till Carl-Adolf Murray. De har fyra barn.